# 杜弘
杜弘，东晋初期武将。开始在反西晋勢力杜弢属下，后来归属東晋大将軍王敦属下，王敦之乱时为王敦軍勝利立下了汗马功劳。
他最早投奔反晋勢力首領杜弢。建興三年（315年）二月，投降西晋的杜弢再次反晋。杜弢派杜弘、張彦攻打臨川内史謝擒。两军在海昏交战，謝擒大败。杜弘、張彦擒杀謝擒，攻占豫章，焚烧城邑。
三月，振武将軍周訪、督護繆蕤、李恒攻战豫章、石頭。周訪帳下将李午等人击败張彦，斩首数百人。杜弘進軍海昏，被周訪击败，退守庐陵。他再次被追击的周訪击败，以城自守。杜弘掠奪周訪队的軍糧物资，周訪退守巴丘。周訪准备好粮食后，围攻庐陵。杜弘将财宝撒在城外，周訪軍将士竞相拾取，引起营中骚乱。杜弘利用这个空隙，突破了重围。他击退了周訪军队的追击，进入南康，但被南康郡太守的军队击败，逃往臨賀。
八月，杜弘拜访广州刺史王機，提出投降。杜弘送来黄金数千两，提出去桂林討賊。王機于是上表请奏，朝廷及王敦于是接受。杜弘在桂林击败了賊寇，因功，王機被任命为交州刺史。杜弘討伐桂林賊寇归来途中，在鬱林遇见了王機。由于交州人士的反对，王機未能就任。杜弘提议割据广州，王機接受了这个建议，与杜弘以及广州武将温邵、交州秀才刘沈谋划回去割据广州。
广州刺史陶侃在赴任途中听到这个消息，急忙赶往广州。杜弘派使者假装投降陶侃。陶侃知道了他的阴谋，率领轻兵攻打杜弘，杜弘見陶侃軍容而退。陶侃軍追击击败杜弘軍。在桂林抓获劉沈，在始興抓获温邵，王機在路上病死。杜弘拜见零陵郡太守尹奉，主动提出投降。尹奉将杜弘送到了王敦那里。王敦以杜弘为心腹将领。
永昌元年（322年）三月，大将军王敦叛乱东晋朝廷。王敦軍至石頭城，欲攻鎮北将軍劉隗。杜弘对王敦说：“劉隗軍中肯死的士兵很多，想要击败他们并不容易。不如进攻石头。周玘之弟周札对人少恩，士兵都不愿为他效力。一旦遭攻击必然败走，周札兵败，刘隗自己就会逃走。”王敦接受了请求，以杜弘前锋攻打石头。守卫的右将軍周札開門请杜弘入城。王敦軍依托石头城，在战斗中取得了优势。